# Lomanella ambulatorio
Lomanella ambulatorio is een hooiwagen uit de familie Triaenonychidae.